# Naseer Shamma
Naseer Shamma (Nasir Chamma, نصير شمة), né en 1963 à Al-Kût, est un joueur de oud irakien. 

## Biographie
Naseer Shamma a commencé à jouer du luth dès l'âge de 12 ans. Il a étudié la musique à l’Institut de musique arabe, notamment sous la direction de  Jamil et Munir Bashir. Il reçoit son diplôme de l'Académie de Musique de Baghdad en 1987. Trois ans plus tard, tout en y poursuivant ses études il commença à y enseigner l'oud. 
En 1989, Il est emprisonné 170 jours pour avoir critiqué la politique de Saddam Hussein en Jordanie.
Entre 1993 et 1998, il a enseigné la musique à l’Institut supérieur de musique de Tunis. En 1999, il a fondé la maison du luth arabe (Beit el Oud) au Caire, dont il est le directeur. Il s'agit de la première école entièrement consacrée au oud en tant qu'instrument solo. Plusieurs des joueurs de oud de la nouvelle génération en sont issus, comme Tarek Abdallah, Nehad El Sayed, Mohamed Abozekry, Hazem Shaheen et Ghassan Youssef. Le roman Le Traître, de Pierre Cormon, se passe en partie à la maison du luth arabe, où elle prend le nom d'Institut du luth arabe.
Naseer Shamma a composé des musiques pour le théâtre, le cinéma et la télévision.
En 2012, il reçoit le Prix Gusi de la Paix, catégorie « Arts du spectacle ».

## Discographie
- Le Luth de Baghdad (1994)
- Ishrāq (1996)
- The Moon fades (1999)
- Maqamat Ziryab (2003)
- Ancient Dreams (2004)
- Meditation (2005)
- Hilal (2005)
- Ard Alsawad (2006)
- Viaje de las almas(2011)
- Abwab(2024)